# Rostratula benghalensis
La beccaccia dorata maggiore (Rostratula benghalensis (Linnaeus, 1758)) è una specie della famiglia dei Rostratulidi. È diffusa in Africa e in Asia ed è uno dei pochi uccelli in cui le femmine sono dominanti ed i maschi si fanno carico dei compiti di incubazione e di allevamento dei piccoli.
La beccaccia dorata australiana (Rostratula australis), presente in Australia, è stata considerata una sottospecie della beccaccia dorata maggiore fino al 2008, ma ora è considerata una specie separata.

## Descrizione
La beccaccia dorata maggiore misura 23–28 cm di lunghezza, ha un'apertura alare di 50–55 cm e pesa 90-200 grammi. Il lungo becco, di colore beige alla base, termina con una punta ricurva e allargata di colore rosso. Il corpo ha una forma arrotondata e la fronte si alza molto ripida dal becco. Le zampe sono forti e terminano con tre dita lunghe e artigliate e un quarto dito corto (piede anisodattilo). Entrambi i sessi sono notevolmente più chiari intorno agli occhi.
I sessi differiscono per le dimensioni e, soprattutto, per il piumaggio. La femmina ha il collo e la testa castani e le ali finemente striate di nero e oro. Una striscia bianca bordata di nero corre tra il corpo e il collo; anche le parti inferiori sono bianche. I grandi occhi neri sono circondati da un anello chiaro, dal quale una striscia scende fino alla guancia. L'anello oculare è inoltre incorniciato da una fascia scura.
Il maschio ha un piumaggio semplice. Il collo risulta più chiaro, inoltre la gola presenta sfumature bianche e la testa è scura. Anche l'anello intorno agli occhi è più scuro e termina con una striscia lacrimale marrone chiaro. Le ali e il dorso sono prevalentemente marrone chiaro. I giovani assomigliano ai maschi, ma sono di colore bruno-rossastro piuttosto chiaro intorno all'occhio. La parte superiore del corpo è grigio-brunastra, le singole penne sono rosso-brunastre all'estremità. La gola è bianca, la parte alta del petto vira al marrone. Il becco è inizialmente più scuro nei giovani uccelli.

## Distribuzione e habitat
La beccaccia dorata maggiore è presente in due continenti. In Africa si incontra principalmente a sud del Sahara, ma una piccola popolazione isolata vive nel nord dell'Egitto lungo la valle del Nilo, nel Wadi El-Natrun e nel distretto di al-Fayyum. Anche il Madagascar fa parte del suo areale; tuttavia, qui la specie è diffusa in modo discontinuo ed è particolarmente rara nel sud dell'isola. Sono noti casi di nidificazione anche in Israele, dove la beccaccia dorata maggiore sverna occasionalmente. Come visitatrice accidentale è stata osservata in Iran, Oman e Yemen.
Le popolazioni asiatiche vivono dall'estremità orientale del Pakistan, attraverso l'India, il Bangladesh e il Myanmar, fino al Sud-est asiatico, così come in Cina meridionale e orientale, nel Giappone meridionale e nel territorio del Litorale. La beccaccia dorata maggiore è diffusa anche nelle Filippine e nelle isole della Malaysia e dell'Indonesia, spingendosi ad est solo fino alla linea di Wallace.
A parte le popolazioni sedentarie che vivono in Egitto, nella regione sudafricana del Capo e in Madagascar, le beccacce dorate maggiori sono migratrici parziali nomadi. Evitano le zone umide completamente allagate, quindi migrano a seconda delle piogge. Così, al culmine della stagione delle piogge, lasciano lo Zimbabwe, mentre in Nigeria seguono le piogge e colonizzano le zone umide fino a quando non si sono prosciugate a tal punto da non offrire più loro un habitat adatto. Sono anche in grado di colonizzare rapidamente le zone umide che si formano dopo piogge insolitamente abbondanti in regioni altrimenti inadatte. Ciò è stato osservato, ad esempio, durante l'estate molto piovosa del 1999/2000 in Botswana.

### Habitat
L'habitat della beccaccia dorata maggiore è costituito dalle zone umide che presentano specchi d'acqua aperti, distese di fango e una fitta vegetazione galleggiante. Si incontra più comunemente su specchi d'acqua in cui il livello dell'acqua scende dopo l'inizio della stagione secca, consentendo alle distese fangose di aumentare di superficie, e nelle zone in cui è presente una fitta vegetazione lungo i bordi dell'acqua. Tali habitat possono trovarsi sia nell'entroterra che nelle zone costiere. Vivono anche lungo le rive dei fiumi a flusso lento e sulle sponde dei laghi, nonché in habitat artificiali quali bacini di stoccaggio delle acque reflue, argini, canali di irrigazione e risaie.

## Biologia

### Comportamento
La beccaccia dorata maggiore è attiva al tramonto, anche di notte quando c'è luna piena. Conduce un'esistenza riservata ed è difficile da osservare. Quando un nemico si avvicina, si accovaccia a terra e rimane immobile. Si alza in volo solo in caso di estremo pericolo.

### Alimentazione
In quanto onnivora, la beccaccia dorata maggiore mangia sostanze sia di origine animale che vegetale. Per quanto riguarda la dieta animale, la maggior parte di essa è costituita da invertebrati, quali insetti acquatici, lumache, vermi e crostacei. Tra le sostanze vegetali predominano le graminacee, comprese specie coltivate come il riso. Quando va in cerca di cibo, sonda attentamente il terreno fangoso con il becco, girando costantemente in cerchio.

### Riproduzione

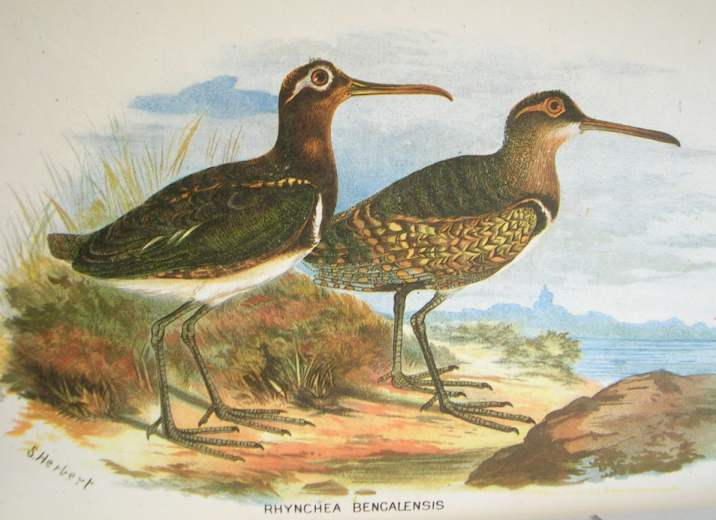
Coppia di beccacce dorate maggiore. La femmina è sulla sinistra

Nella beccaccia dorata maggiore prevale il dimorfismo sessuale inverso, il che significa che le femmine assumono una posizione dominante. Di solito prevale la poliandria e solo quando la densità di popolazione è bassa la monogamia. La stagione degli amori varia da zona a zona: in Africa meridionale va da agosto a novembre, in Africa occidentale da marzo a giugno e in Asia si osservano covate tutto l'anno. I nidi sono semplici cavità rivestite con materiale vegetale morbido.
La femmina si accoppia con due-quattro maschi, quindi depone da due a cinque uova, di solito quattro, in ogni nido. Il compito dell'incubazione viene lasciato al maschio - solo nelle coppie monogame c'è una divisione dei compiti. L'incubazione dura da 15 a 21 giorni. I pulcini sono precoci, il loro piumaggio va da marrone chiaro a grigio-brunastro e presenta striature scure. Lasciano il nido nel giro di tre o quattro settimane. Questi uccelli raggiungono la maturità sessuale dopo un anno (i maschi) o due (le femmine).